# La creación (Bécquer)
La creación es un cuento del escritor español Gustavo Adolfo Bécquer con una visión humorística de la creación del mundo según el mito de Brahmá. El autor subtitula al cuento “poema indio”, y el texto muestra el influjo del texto épico hindú Ramaiana (siglo VI a. C.). Fue publicada en el periódico El Contemporáneo el 6 de junio de 1861.

## Argumento
Los hechos ocurren antes de la creación del mundo según los hindúes, lo que no obsta para que el relato transcurra en un día.
Trata alrededor de un dios sabio llamado Brahmá que deja la puerta de su habitación de trabajo abierta mientras él se va, y unos niños aprovechan para entrar y revolverlo todo, creando así nuestro desordenado mundo.
Existió un dios llamado Brahmá que creaba mundos perfectos en los que no existía la muerte. Pero una vez, unos niños curiosos miraron por el ojo de la cerradura, viendo su laboratorio y quedándose alucinados. En otra ocasión, olvidó cerrar la puerta permitiendo su paso. Los niños entraron y revolvieron todo creando nuestro mundo, entremezclado en el que existía fuego y también hielo. Se trataba de un mundo imperfecto
Cuando el dios les preguntó por qué habían creado ese desastroso mundo, uno de ellos acabó pidiéndole que se lo regalara, como si de un juguete se tratara. Brahmá pensó que en manos de aquellos niños ese mundo imperfecto no duraría mucho y decidió regalárselo.
Es difícil determinar en que espacio transcurre, ya que en teoría nuestro mundo aún no ha sido creado, pues el planeta en el que vivimos es el que crearán los niños, pero al principio de la leyenda explica que ocurre en la India, exactamente en el pico del Himalaya. La mayor parte de la trama (excepto cuando Brahmá se encuentra en el exterior y crea a los gandharvas) transcurre en el laboratorio del sabio. El laboratorio está lleno de miles de experimentos, un caldero, material para preparar las pociones, etc.
- Datos: Q6461245